# Cletocamptus brevicaudata
Cletocamptus brevicaudata is een eenoogkreeftjessoort uit de familie van de Canthocamptidae. De wetenschappelijke naam van de soort is voor het eerst geldig gepubliceerd in 1895 door Herrick.